# Selo pri Vodicah
Selo pri Vodicah – wieś w Słowenii, w gminie Vodice. W 2018 roku liczyła 317 mieszkańców.